# Quatro Irmãos
Quatro Irmãos är en kommun i Brasilien.   Den ligger i delstaten Rio Grande do Sul, i den södra delen av landet, 1 400 km söder om huvudstaden Brasília. Antalet invånare är 1 778.
Trakten runt Quatro Irmãos består till största delen av jordbruksmark. Runt Quatro Irmãos är det mycket glesbefolkat, med 7 invånare per kvadratkilometer.